# Gundam: Battle Assault
Gundam: Battle Assault è un videogioco picchiaduro a incontri del 1998 sviluppato da Natsume e pubblicato da Bandai per PlayStation. Basato sul franchise di Gundam, è il seguito di Gundam: The Battle Master (1997), uscito solo in Giappone. La trama segue Heero Yui, protagonista di Gundam Wing e pilota del XXXG-01W Wing Gundam, in una missione per distruggere i mobile suit nemici rimasti sotto il comando di Treize Khushrenada, al fine di prevenire l'inizio di una guerra. Il gameplay consiste in combattimenti uno contro uno, con una configurazione principale a sei tasti, mosse speciali e due modalità di gioco; i giocatori possono selezionare qualsiasi mech disponibile per combattere nella modalità Storia.
Il gioco è stato sviluppato dalla maggior parte dello stesso team di Natsume che aveva precedentemente lavorato a Shin kidō senki Gundam Wing: Endless Duel (1996) per Super Famicom e a The Battle Master (1997) per PlayStation. È stato pubblicato per la prima volta in Giappone con il titolo Gundam: The Battle Master 2 (ガンダム・ザ・バトルマスター2?, Gandamu za Batoru Masutā Tsū), presentando personaggi e trama originali, incentrati sulla cacciatrice di taglie Gloria, che si imbatte in una bambina amnesica di nome Pixie, bersaglio di attacchi nemici. Quando Gundam Wing iniziò a essere trasmesso su Cartoon Network negli Stati Uniti, Bandai localizzò The Battle Master 2 come Battle Assault per il pubblico anglofono, sostituendo il cast originale con personaggi di altre serie Gundam e modificando i dialoghi e la trama della modalità Storia. La versione localizzata è stata successivamente pubblicata anche in Giappone.
Gundam: Battle Assault ha ricevuto un'accoglienza contrastante dalla critica: le critiche più comuni riguardano la presentazione, il gameplay lento, la modalità Storia e la mancanza di valore di rigiocabilità. Tuttavia, molti recensori hanno elogiato la grafica e la varietà dei personaggi, grazie ai grandi sprite dei mech e alle loro animazioni. Il gioco ha venduto circa 33 092 copie in Giappone. Un seguito, Gundam: Battle Assault 2, è stato pubblicato per PlayStation nel 2002.

## Modalità di gioco
Gundam: Battle Assault è un gioco picchiaduro che si ispira a Gundam: The Battle Master, ambientato nel mondo di Gundam Wing. Il gioco offre due modalità principali: la modalità Storia e la modalità Battaglia. Nella modalità Storia, i giocatori seguono Heero Yui, il protagonista di Gundam Wing e pilota del XXXG-01W Wing Gundam, mentre cerca di distruggere i mobile suit nemici rimasti sotto il comando di Treize Khushrenada, con l'obiettivo di prevenire l'inizio di una guerra. I giocatori possono scegliere tra nove mech per affrontare i nemici. Il sistema di gioco ha subito modifiche significative rispetto a The Battle Master, per assomigliare a un titolo picchiaduro più tradizionale. Le barre della temperatura e gli indicatori speciali sono stati sostituiti da una barra della salute standard (ogni mobile suit ne ha tre), un indicatore di potenziamento e un contatore delle munizioni. Le funzioni di attacco e arma sono ora considerate mosse speciali, mentre i tasti per pugni e calci sono stati riorganizzati. Le barre della salute funzionano in modo simile alla barra delle temperatura; quando una barra si esaurisce, il mech si surriscalda e ne causa la caduta a terra.
L'indicatore di spinta ora limita la capacità di volo dei mech, mentre in The Battle Master i giocatori potevano volare senza limiti. Ogni pressione del tasto di spinta consuma una barra di potenziamento; quando questa si esaurisce, i giocatori devono attendere che si ricarichi prima di poter volare nuovamente. Con l'eccezione del mech Neue Ziel, tutti gli altri possono attivare una modalità di volo che consente loro di muoversi in qualsiasi direzione senza subire danni, a condizione che non si surriscaldino o che l'indicatore di spinta non si esaurisca. Gli attacchi a proiettile consumano munizioni in base alla loro potenza; se un mobile suit esaurisce le munizioni, non può più utilizzare quel tipo di attacco per il resto dell'incontro, mentre gli attacchi speciali alternativi non richiedono munizioni. Gli attacchi a proiettile non possono più essere parati, ma lo sono le armi da mischia. Le barriere a raggi possono ora bloccare le armi da mischia (dato che ora sono parabili), ma schivare o usare le barriere a raggi ora prosciuga la salute. Inoltre, sono state reintrodotte anche le super mosse: quasi ogni mobile suit ha una super mossa utilizzabile fino a tre volte durante il combattimento.

## Sviluppo e pubblicazione
Gundam: Battle Assault è stato sviluppato principalmente dal team di Natsume, che aveva già lavorato a Shin kidō senki Gundam Wing: Endless Duel (1996) per Super Famicom e a Gundam: The Battle Master (1997) per PlayStation. La direzione dello sviluppo è stata guidata da Mitsuo Matsumoto, coadiuvato dai co-produttori Kosak Kawamoto e Norihiko Ushimura. I programmatori Hiromichi Komuro, Hiroyuki Iwatsuki e Toshiyasu Miyabe hanno contribuito al progetto, mentre Shunichi Taniguchi e Kunio Suzuki hanno ricoperto il ruolo di co-designer. Atsushi Shigeta ha curato il character design, mentre Kunio Ōkawara ha progettato lo Psycho Gundam MK-III. La colonna sonora è stata composta da Nobuo Itō. Il gioco utilizza sprite animati individualmente per i mech, piuttosto che animazioni disegnate a mano, conferendo loro un aspetto simile a quello delle marionette.
Gundam: Battle Assault è stato inizialmente pubblicato in Giappone con il titolo Gundam: The Battle Master 2 il 12 marzo 1998, presentano un cast originale di personaggi e una trama incentrata sulla cacciatrice di taglie Gloria, che incontra una bambina amnesica di nome Pixie, bersaglio di attacchi nemici. Quando Gundam Wing ha iniziato a essere trasmesso su Cartoon Network negli Stati Uniti tramite Toonami, Bandai ha localizzato The Battle Master 2 come Battle Assault per il pubblico anglofono il 6 novembre 2000. Questa localizzazione ha sostituito il cast originale con personaggi di altre serie Gundam e ha modificato i dialoghi della modalità Storia, ora legato a Gundam Wing. Inoltre, la localizzazione ha rimosso il mobile suit Hamma Hamma dal roster, sostituendolo con il Wing Gundam, sebbene questo nuovo mech sia una versione visivamente diversa dello Zeta Gundam. La versione localizzata è stata successivamente pubblicata in Giappone il 26 aprile 2001 e in Europa il 7 dicembre 2001.

## Accoglienza
| Testata                                  | Giudizio |
| ---------------------------------------- | -------- |
| GameRankings (media al 09-12-2019)       | 56.44%   |
| Metacritic (media al 31-10-2024)         | 61/100   |
| AllGame                                  | 2/5      |
| EP Daily                                 | 2/10     |
| Famitsū                                  | 24/40    |
| GameSpot                                 | 5.6/10   |
| IGN                                      | 7.4/10   |
| Jeuxvideo.com                            | 9/20     |
| PlayStation: The Official Magazine (USA) | 4/10     |
| Push Square                              | 5/10     |

Gundam: Battle Assault ha ricevuto recensioni "miste o nella media" secondo l'aggregatore di recensioni Metacritic, con un punteggio di 56.44% su GameRankings. In Giappone, la rivista Famitsū gli ha dato un punteggio di 24 su 40.
Secondo la stessa rivista, Battle Assault ha venduto oltre 24 735 copie nella sua prima settimana di uscita sul mercato giapponese. Durante il suo periodo di pubblicazione, il titolo ha raggiunto un totale di circa 33 092 copie vendute.
David Smith di IGN ha elogiato il roster di personaggi, il gameplay privo di rallentamenti, la grafica bidimensionale e gli effetti sonori, ma ha notato che il ritmo del gioco è lento. Ha criticato anche l'impossibilità di scegliere tra i personaggi nella modalità Storia e la musica poco stimolante, affermando che Gundam: Battle Assault "non è un gioco per i fan dei picchiaduro seri, ma è sicuramente un gioco per i fan di Gundam, Wing o altro". Jeff Gerstmann di GameSpot ha apprezzato le grandi dimensioni dei mech, la fluidità dei movimenti e alcuni aspetti del design audio, ma ha criticato la modalità Storia poco interessante. James Tapia di The Electric Playground ha evidenziato il gameplay lento a causa della mancanza di meccaniche avanzate tipiche dei giochi di combattimento e dei controlli disarticolati, pur esprimendo giudizi positivi sulla grafica. Tuttavia, Tapia ha suggerito che "il pubblico nordamericano sarebbe stato servito meglio con una rielaborazione del classico per Super Famicom Shin kidō senki Gundam Wing: Endless Duel". Jon Thompson di AllGame ha elogiato il variegato roster di personaggi e le animazioni, ma ha criticato le meccaniche di gioco minimaliste, il design audio e la presentazione poco convincente del gioco.
PSM ha lodato la grafica colorata e le animazioni degli sprite, ma ha criticato la scarsa esecuzione del gioco, affermando che "dato che Gundam è una delle migliori serie anime di sempre, è un peccato che questo gioco non sia molto bello". Valérie Précigout di Jeuxvideo.com ha criticato la presentazione audiovisiva, la lentezza del gameplay, la mancanza di valore di rigiocabilità e la modalità Storia. David Mohr di MAN!AC ha evidenziato il ritmo del titolo, le animazioni limitate e pixelate dei personaggi, i problemi di rilevamento delle collisioni e le modalità Storia e a due giocatori. Al contrario, José Ángel Ciudad della rivista spagnola GamesTech ha elogiato Gundam: Battle Assault per i grandi sprite dei personaggi e per la quasi assenza di tempi di caricamento. Daniel Delgado García di MeriStation ha espresso giudizi contrastanti sull'audio e ha criticato la presentazione del gioco, il ritmo lento e l'impossibilità di selezionare un'altra modalità senza resettare la console PlayStation; tuttavia, ha lodato i grandi mech e il roster dei personaggi. In un'analisi retrospettiva, Robert Ramsey di Push Square ha criticato il sistema di combattimento, le dimensioni ridotte delle arene e la mancanza di contenuti, ma ha apprezzato lo stile di gioco e trovato piacevole la colonna sonora. Gamesurf ha ritenuto Gundam: Battle Assault un ottimo picchiaduro bidimensionale; pur non essendo ai livelli migliori del genere, risulta piuttosto divertente e rappresentativo dei temi da cui tra ispirazione. Sebbene il gioco presenti alcuni difetti, questi non compromettono completamente l'esperienza, rendendolo consigliato per i fan di Gundam e per gli appassionati di picchiaduro bidimensionali.
Il gioco è stato nominato per il premio "Biggest Disappointment" (la più grande delusione) ai Blister Awards 2000 de The Electric Playground, che è andato a Daikatana.